# Leeza Gibbons
Leeza Gibbons (ur. 26 marca 1957) – amerykańska osobowość telewizyjna.

## Wyróżnienia
Posiada swoją gwiazdę na Hollywoodzkiej Alei Gwiazd.